# Visie (bedrijfsleven)
De term visie verwijst naar het gewenste lange termijnperspectief van een organisatie. Er is slechts één visie per organisatie. De visie wordt afgeleid van de missionstatement, waarmee het altijd in overeenstemming is. Missie en principes vormen samen de visie.
De visie is bedoeld om invloed uit te oefenen op de organisatie door:
- het motiveren van medewerkers
- het focussen van medewerkers op relevante activiteiten
- het scheppen van een kader aan de hand waarvan medewerkers kunnen afleiden op welke wijze activiteiten moeten worden ingevoerd in de organisatie en hoe deze activiteiten passen binnen een groter geheel

Een organisatie heeft een visie als het een duidelijk beeld van de toekomst heeft. Daarop kan zij dan anticiperen in haar productontwikkeling, vernieuwing van diensten enzovoort.
Volgens het model van McKinsey is de visie het centrale managementinstrument en zorgt het voor samenhang en sturing van andere managementinstrumenten.